# Frolois
Frolois és un municipi francès situat al departament de Meurthe i Mosel·la i a la regió del Gran Est. L'any 2007 tenia 656 habitants.

## Demografia

### Població
El 2007 la població de fet de Frolois era de 656 persones. Hi havia 227 famílies, de les quals 40 eren unipersonals (12 homes vivint sols i 28 dones vivint soles), 56 parelles sense fills, 107 parelles amb fills i 24 famílies monoparentals amb fills.
La població ha evolucionat segons el següent gràfic:
Habitants censats

### Habitatges
El 2007 hi havia 262 habitatges, 236 eren l'habitatge principal de la família, 11 eren segones residències i 15 estaven desocupats. 252 eren cases i 10 eren apartaments. Dels 236 habitatges principals, 208 estaven ocupats pels seus propietaris, 21 estaven llogats i ocupats pels llogaters i 7 estaven cedits a títol gratuït; 3 tenien dues cambres, 22 en tenien tres, 50 en tenien quatre i 161 en tenien cinc o més. 188 habitatges disposaven pel capbaix d'una plaça de pàrquing. A 80 habitatges hi havia un automòbil i a 131 n'hi havia dos o més.

### Piràmide de població
La piràmide de població per edats i sexe el 2009 era:
| Homes | Edats   | Dones |
| ----- | ------- | ----- |
| 0     | 95 o +  | 0     |
| 0     | 90 a 94 | 0     |
| 0     | 85 a 89 | 4     |
| 0     | 80 a 84 | 0     |
| 4     | 75 a 79 | 4     |
| 4     | 70 a 74 | 8     |
| 16    | 65 a 69 | 24    |
| 16    | 60 a 64 | 12    |
| 8     | 55 a 59 | 20    |
| 8     | 50 a 54 | 4     |
| 24    | 45 a 49 | 8     |
| 20    | 40 a 44 | 24    |
| 24    | 35 a 39 | 24    |
| 28    | 30 a 34 | 24    |
| 8     | 25 a 29 | 24    |
| 4     | 20 a 24 | 16    |
| 20    | 15 a 19 | 8     |
| 28    | 10 a 14 | 40    |
| 40    | 5 a 9   | 24    |
| 12    | 0 a 4   | 20    |

## Economia
El 2007 la població en edat de treballar era de 417 persones, 314 eren actives i 103 eren inactives. De les 314 persones actives 299 estaven ocupades (158 homes i 141 dones) i 15 estaven aturades (11 homes i 4 dones). De les 103 persones inactives 23 estaven jubilades, 51 estaven estudiant i 29 estaven classificades com a «altres inactius».

### Ingressos
El 2009 a Frolois hi havia 244 unitats fiscals que integraven 684,5 persones, la mediana anual d'ingressos fiscals per persona era de 20.818 €.

### Activitats econòmiques
Dels 25 establiments que hi havia el 2007, 3 eren d'empreses extractives, 2 d'empreses de fabricació d'altres productes industrials, 10 d'empreses de construcció, 3 d'empreses de comerç i reparació d'automòbils, 1 d'una empresa de transport, 1 d'una empresa d'informació i comunicació, 1 d'una empresa immobiliària, 2 d'empreses de serveis, 1 d'una entitat de l'administració pública i 1 d'una empresa classificada com a «altres activitats de serveis».
Dels 9 establiments de servei als particulars que hi havia el 2009, 3 eren guixaires pintors, 2 fusteries, 1 lampisteria, 2 electricistes i 1 empresa de construcció.
L'any 2000 a Frolois hi havia 5 explotacions agrícoles.

## Equipaments sanitaris i escolars
El 2009 hi havia una escola elemental.

## Poblacions més properes
El següent diagrama mostra les poblacions més properes.